# Gammarus salinus
Gammarus salinus is een vlokreeftensoort uit de familie van de Gammaridae. De wetenschappelijke naam van de soort is voor het eerst geldig gepubliceerd in 1947 door Spooner.
G. salinus is ongeveer 17 mm (vrouw) tot 22 mm (man) groot. De kleur is bruinachtig of groenachtig bruin met dwarsstrepen. De vlokreeft wordt aangetroffen in brak watersystemen. In tegenstelling tot de hier eveneens voorkomende Gammarus zaddachi kan het minder goed tegen erg lage zoutgehalten. G. salinus komt derhalve meer in zeewaardse richting voor. Slechts zelden worden beide soorten op eenzelfde plek aangetroffen.
De vlokeerft komt voor in noordwest Europa van het Engels Kanaal tot aan de kusten van de Oostzee.